# 熊の前
熊の前（くまのまえ）は、愛知県名古屋市緑区の地名。現行行政地名は熊の前一丁目及び熊の前二丁目。住居表示未実施地域。

## 地理
名古屋市緑区東部に位置する。

## 歴史

### 町名の由来
鳴海町の小字名「熊之前」による。古くは「熊野山前」と呼ばれており、「山」の字が略され「熊之前」となった。「熊野山」とは、熊野神社（現在の熊の前二丁目）が所在する山のことである。

### 行政区画の沿革
- 2017年（平成29年）11月11日 - 緑区鳴海町字神ノ倉・熊ノ前の各一部により熊の前一丁目が、鳴海町字赤松・神ノ倉・熊ノ前、亀が洞一丁目の各一部により熊の前二丁目がそれぞれ成立する[1]。

## 世帯数と人口
2019年（平成31年）3月1日現在の世帯数と人口は以下の通りである。
| 丁目         | 世帯数  | 人口  |
| ------------ | ------- | ----- |
| 熊の前一丁目 | 246世帯 | 607人 |
| 熊の前二丁目 | 117世帯 | 343人 |
| 計           | 363世帯 | 950人 |

## 学区
市立小・中学校に通う場合、学校等は以下の通りとなる。また、公立高等学校に通う場合の学区は以下の通りとなる。
| 丁目         | 番・番地等 | 小学校                 | 中学校                 | 高等学校 |
| ------------ | ---------- | ---------------------- | ---------------------- | -------- |
| 熊の前一丁目 | 全域       | 名古屋市立熊の前小学校 | 名古屋市立神の倉中学校 | 尾張学区 |
| 熊の前二丁目 | 全域       | 名古屋市立熊の前小学校 | 名古屋市立神の倉中学校 | 尾張学区 |

## その他

### 日本郵便
- 郵便番号 : 458-0851[3]（集配局：緑郵便局[9]）。